# Christian Bonnet (homme politique)
Pour les articles homonymes, voir Christian Bonnet et Bonnet.
Christian Bonnet, né le 14 juin 1921 à Paris et mort le 7 avril 2020 à Vannes, est un homme politique français.
Longtemps député du Morbihan et maire de Carnac, il est membre du gouvernement sans interruption de 1972 à 1981, notamment comme ministre de l'Agriculture, puis comme ministre de l'Intérieur à partir de 1977. Il est ensuite sénateur jusqu'en 2001.

## Biographie

### Jeunesse et études
Christian Bonnet naît le 14 juin 1921 à Paris. Il est le fils aîné de Pierre Bonnet et de Suzanne Delebecque et a deux frères : Didier Bonnet et Jean-Claude Bonnet, ancien maire de Feux (Cher). Son grand-père, Charles Bonnet, est l’époux de Claire Vaillant de Guélis, qui a un lien de parenté avec la famille du marquis de Louvois, ministre de Louis XIV.
Il effectue ses études secondaires au collège Stanislas. ll étudie le droit à la faculté de droit de l'université de Paris, et obtient une licence de droit ainsi qu'un DES en droit public et en droit privé. Il étudie aussi à l’École libre des sciences politiques, où il rencontre sa femme. Il est titulaire d'un doctorat en droit. 
Après ses études, il s'installe en 1947 à Auray avec son épouse, et devient directeur d'une conserverie de sardines (Delory) à Quiberon, puis d'une usine de légumes à Gourin.
Christian Bonnet a six enfants. Son fils Éric se suicide en avril 1981, alors qu'il se trouve au séminaire français de Rome.

### Parcours politique

#### Implantation dans le Morbihan
Deux ans après son élection comme député (MRP) du Morbihan, en 1956, il est élu conseiller général dans le canton de Belle-Île. Il est élu maire de Carnac en 1964 à la suite du décès du maire, Léon Lorec.
Parlementaire actif, secrétaire général du groupe des républicains indépendants à l'Assemblée nationale, il est rapporteur du budget de la marine marchande. Il préside la commission de surveillance de la Caisse des dépôts et consignations de 1971 à 1972, jusqu'à son entrée au gouvernement.

#### Secrétaire d'État au Logement
Proche de Georges Pompidou, Christian Bonnet devient secrétaire d’État au Logement en 1972. Sa fonction est rattachée à Olivier Guichard, ministre de l'Équipement, du Logement et de l'Aménagement du territoire. Il impose de nouvelles normes d'isolation de logement, en obligeant toutes les chaufferies collectives à être dotées de régulateurs de chauffage.

#### Ministre de l'Agriculture
Il devient ministre de l’Agriculture de 1974, dans le gouvernement de Jacques Chirac. Précédent ministre de l'Agriculture devenu Premier ministre, Jacques Chirac décide de faire des politiques agricoles son domaine réservé. Alors que Christian Bonnet apparaît en retrait par rapport au chef du gouvernement, Le Monde indique que « la plupart des décisions prises en matière agricole par le gouvernement Chirac devraient en effet être mises au compte de [Jacques Chirac] ».
Christian Bonnet est confronté en parallèle à une conjoncture agricole compliquée : augmentation du prix des matières premières, conditions atmosphériques difficiles (sécheresse de 1976 en Europe), concurrence des produits italiens, espagnols et grecs sur les productions méridionales. Il est un des ministres signataires de la Loi relative à la protection de la nature du 10 juillet 1976.

#### Ministre de l'Intérieur
Il est nommé ministre de l'Intérieur le 30 mars 1977, à la suite du retrait de Michel Poniatowski. Alors sous-préfet, le futur secrétaire général de l'Élysée, Claude Guéant, est membre de son cabinet.
Son action est notamment marquée par l'affaire Boulin, puis l'arrestation de Jacques Mesrine. Il précise alors aux forces de police qu'il « ne veut pas qu'un seul policier soit blessé par cet individu », qui est finalement tué par la police. Il est également ministre lors de l'attentat de la rue Copernic, qui est le premier attentat à la bombe contre une synagogue et le premier attentat antisémite en France depuis la fin de la Seconde Guerre mondiale.
Son passage au gouvernement est aussi marqué par la prise d'otages par des nationalistes corses de l'hôtel Fesch, à Ajaccio, en 1980, celle-ci se soldant par trois morts, un CRS et deux passants tués par accident par les CRS. Christian Bonnet demande par la suite au gouvernement Rocard de mener une politique d'une « rigueur féroce » face aux menaces contre l'État de droit en Corse. En 1991, il dénonce, dans une tribune au Monde, le fait qu’« en Corse, les lois sont ostensiblement violées, et [que] le pouvoir se tait ».
Il esquisse la première loi de décentralisation en 1978, prélude des lois Defferre, inspirée du rapport Guichard et du rapport Aubert. Le projet de loi sur le développement des responsabilités locales est adopté en première lecture par le Sénat le 22 avril 1980, mais ne vient pas en discussion devant l’Assemblée nationale, abandonné par la majorité socialiste l’ayant emporté aux élections de 1981. Son projet de loi comprenait notamment la libre coopération intercommunale, en opposition avec le rapport Guichard, très critiqué par les maires en raison du caractère obligatoire de cette coopération. L'allégement de la tutelle de l'État, remplacée par un contrôle de légalité a posteriori, et le renforcement du rôle du département, faisaient aussi partie de ce projet de loi.

#### Fin de carrière au Sénat
Christian Bonnet redevient député à l’issue des élections législatives de 1981, avant d’être élu sénateur en 1983. Il dépose en juillet 1995 un amendement visant à amnistier les commandos anti-IVG dits « pacifiques » ; sa proposition est rapidement rejetée par la commission mixte paritaire.
Il est rapporteur pour la commission des Lois du Sénat lors de l'examen de la loi de 1998 relative à la nationalité, qui prévoit notamment l'automaticité de l'acquisition de la nationalité française pour les enfants nés en France de parents étrangers. Il dénonce le risque que l'immigration « altère l'identité de la nation » et évoque une « immigration d'allocataires ».
Membre de l’UDF, il est fortement impliqué sur les questions institutionnelles. Il s'oppose notamment à l'inversion du calendrier électoral en 2001, en tant que rapporteur de cette proposition de loi pour le Sénat.
Il quitte la mairie de Carnac en 1996, le conseil général du Morbihan en 2001 et le Sénat la même année. Il s'engage alors dans le milieu associatif auprès de la Société nationale de sauvetage en mer et du Secours catholique.

### Intimidations et attaques médiatiques sur Coluche
Les approches amicales pour le décourager n'ayant pas abouti, des méthodes plus radicales et illégales auraient alors été employées. Le ministre de l'Intérieur de l'époque, Christian Bonnet, donne l'ordre aux Renseignements généraux (RG) au sein du Groupe Direction, dépendant de Bonnet et de Valéry Giscard d'Estaing, d'espionner et de rechercher tous faits pouvant discréditer Coluche (archivés dans le dossier numéro 817 706).
L'Express reçoit des informations qu'il publie le 27 décembre 1980, où l'on apprend que Coluche a été condamné à 3 000 francs d'amende pour outrages à agent de la force publique.
Les choses commencent à mal tourner : le journal Minute exhume un procès-verbal relatant un larcin de Coluche à l'âge de 19 ans.
Aussi, une consigne aurait été passée sur les trois chaînes de télévision française et le réseau de Radio France dont les directeurs sont tous nommés par l'exécutif : Coluche n'a pas droit de cité alors même qu'au Gymnase, le public le rappelle sur l'air de « Coluche président ».
Le lancement de sa campagne a cependant été couvert par le journal télévisé, où une interview de Coluche par Daniel Grandclément lui donne la parole pendant 5 minutes 30 le 31 octobre 1980. Foulard vert et blouson de cuir beige, il répond à des questions sans complaisance ni animosité.
Il reçoit une menace de mort signée du groupe Honneur de la Police fustigeant son rôle dans Inspecteur la Bavure

#### Mort et obsèques
Christian Bonnet meurt de vieillesse le 7 avril 2020, dans une maison de retraite de Vannes,. En raison de la crise liée à la pandémie de Covid-19, ses obsèques sont célébrées dans la plus stricte intimité.

## Détail des mandats et fonctions
- Député du Morbihan de 1956 et 1972 puis de 1981 à 1983.
- Conseiller général du Morbihan (élu dans le canton de Belle-Île) de 1958 à 2001.
- Maire de Carnac de 1964 à 1996.
- Secrétaire d’État au Logement du 6 juillet 1972 au 27 mai 1974.
- Ministre de l’Agriculture du 28 mai 1974 au 30 mars 1977.
- Ministre de l’Intérieur du 30 mars 1977 au 22 mai 1981.
- Sénateur du Morbihan du 3 octobre 1983 au 30 septembre 2001.

## Décoration
- Commandeur de l'ordre du Mérite agricole ex officio en tant que ministre de l'Agriculture, président du conseil de l'ordre (1974)[28]